# Caché (película)
Caché (titulada El observador oculto en México y República Dominicana; y Caché (Escondido) en España y resto de Hispanoamérica), es una película de 2005 escrita y dirigida por el director de cine austríaco, Michael Haneke. Está protagonizada por Daniel Auteuil y Juliette Binoche, quienes interpretan a Georges y su esposa Anne, un matrimonio burgués amenazado por unas extrañas cintas de video grabadas justo enfrente de su casa.
El largometraje, filmado en francés, es una coproducción entre Austria, Francia, Alemania e Italia. Se estrenó el 14 de mayo de 2005 en el Festival Internacional de Cannes, donde Michael Haneke recibió el galardón como mejor director. Posteriormente consiguió cinco premios del cine europeo, incluyendo mejor película, mejor director y mejor actor.

## Sinopsis
Georges (Daniel Auteuil), de profesión periodista, empieza a recibir videos rodados a escondidas en la calle, en los que se lo ve con su familia, acompañados por extraños e inquietantes dibujos difíciles de interpretar. No sabe quién se los manda. Poco a poco, el contenido de los videos se hace más personal. Georges empieza a pensar que se trata de alguien que lo conoce desde hace mucho tiempo. Siente que tanto él como su familia están amenazados. Por desgracia, dicha amenaza no es explícita y la policía se rehúsa a tomar cartas en el asunto.

## Reparto
- Daniel Auteuil como Georges Laurent.
- Juliette Binoche como Anne Laurent.
- Lester Makedonsky como Pierrot Laurent, hijo de 12 años de Georges y Anne.
- Maurice Bénichou como Majid.
- Walid Afkir como hijo de Majid.
- Annie Girardot como madre de Georges.
- Daniel Duval como Pierre, amigo de Georges y Anne.
- Bernard Le Coq como jefe de Georges.

## Producción
La filmación tuvo lugar en París y Viena. Es la primera película de Haneke en la que utiliza cámaras de video de alta definición. No tiene film score.

## Premios
| Año  | Premio                                    | Categoría                                           | Receptor(es)     | Resultado |
| ---- | ----------------------------------------- | --------------------------------------------------- | ---------------- | --------- |
| 2005 | Festival de Cannes                        | Palma de Oro                                        |                  | Nominada  |
| 2005 | Festival de Cannes                        | Mejor director                                      | Michael Haneke   | Ganador   |
| 2006 | Broadcast Film Critics Association        | Premio de la crítica a la mejor película extranjera |                  | Nominada  |
| 2006 | British Independent Film Awards           | Mejor película extranjera                           |                  | Ganadora  |
| 2006 | Asociación de Críticos de Cine de Chicago | Mejor película extranjera                           |                  | Ganadora  |
| 2006 | Premio Sur                                | Mejor película extranjera                           |                  | Nominada  |
| 2006 | Premios César                             | Mejor actor secundario                              | Maurice Bénichou | Nominado  |
| 2006 | Premios César                             | Mejor actor revelación                              | Walid Afkir      | Nominado  |
| 2006 | Premios César                             | Mejor guion                                         | Michael Haneke   | Nominado  |
| 2006 | Premios César                             | Mejor director                                      | Michael Haneke   | Nominado  |
| 2007 | Premios Chlotrudis                        | Mejor película                                      |                  | Ganadora  |
| 2007 | Premios Chlotrudis                        | Mejor director                                      | Michael Haneke   | Ganador   |
| 2007 | Premios Chlotrudis                        | Mejor actor                                         | Daniel Auteuil   | Nominado  |
| 2007 | Premios Chlotrudis                        | Mejor guion original                                | Michael Haneke   | Nominado  |